# Una colt in pugno al diavolo
Una colt in pugno al diavolo è un film del 1967 diretto da Sergio Bergonzelli.

## Trama
Pat Scotty, un ex ufficiale del comando militare di frontiera, viene incaricato di infiltrarsi in una banda criminale messicana, spacciandosi per cercatore d'oro; questi entra quindi nelle simpatie del loro capo, ossia il Capataz, e con l'aiuto di una donna mette in atto un piano che consenta l'assedio dei banditi da parte dei soldati. Il Capataz riesce comunque a fuggire, ma viene presto raggiunto da Scotty, che tuttavia lo risparmia, affidandolo alla giustizia.

## Luoghi delle riprese
Il film è interamente girato nei pressi di Canale Monterano, in particolare nella Riserva parziale naturale Monterano e tra le rovine di Monterano.